# Sphodromantis lagrecai
Sphodromantis lagrecai är en bönsyrseart som beskrevs av Atilio Lombardo 1990. Sphodromantis lagrecai ingår i släktet Sphodromantis och familjen Mantidae. Inga underarter finns listade i Catalogue of Life.